# Route der Industriekultur – Westfälische Bergbauroute

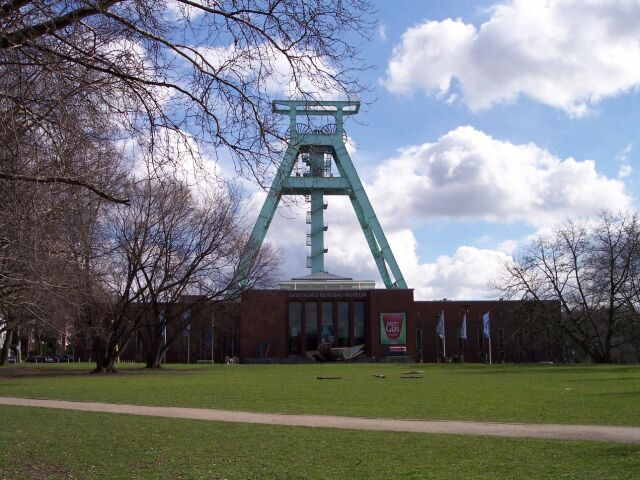
Das Deutsche Bergbaumuseum Bochum

Die Westfälische Bergbauroute ist als 16. Themenroute ein Bestandteil der Route der Industriekultur. Auf ihr werden die für das Ruhrgebiet typischen bergwerklichen Einrichtungen wie Zechen, Bergmannsiedlungen, Betriebsvorrichtungen und Halden aus dem westfälischen Raum präsentiert.

## Darstellung
Im Zuge des Niedergangs der Montanindustrie (Zechensterben) und des Strukturwandels im Ruhrgebiet hat sich das Gesicht des Reviers verändert, der Bergbau ist immer weiter nordwärts gewandert, im Nachgang wanderte auch das Aus für die Zechen nach Norden. Das typische Aussehen ging jedoch nicht vollständig verloren, denn viele Industriedenkmäler des Bergbaus sind erhalten geblieben, wurden umfassend restauriert und einer neuen Nutzung wie Museum, Technologiezentrum oder Kultureinrichtungen zugeführt.
Zu den Ankerpunkten der Route zählt das Deutsche Bergbau-Museum in Bochum und die Zechen Nachtigall und Zollern als Standorte des Westfälischen Industriemuseums sowie der Nordsternpark in Gelsenkirchen. Dies zeigt auch, dass der Begriff „Westfälisch“ recht weit gefasst ist und sich eher auf die Zugehörigkeit der Städte zum Landschaftsverband Westfalen-Lippe (LWL) bezieht als auf den Landesteil Westfalen.
Weitere Punkte sind die aus dem Abraum der Kohleförderung aufgeschütteten, inzwischen landschaftlich und künstlerisch gestalteten Halden, die größtenteils unter Denkmalschutz stehenden Zechenkolonien, welche für die Bergarbeiter in der Nähe zum Arbeitsplatz errichtet worden waren und weitere Einrichtungen des Bergbaus wie Verwaltungen, Schulen und weiterverarbeitende Betriebe.

## Die Stationen

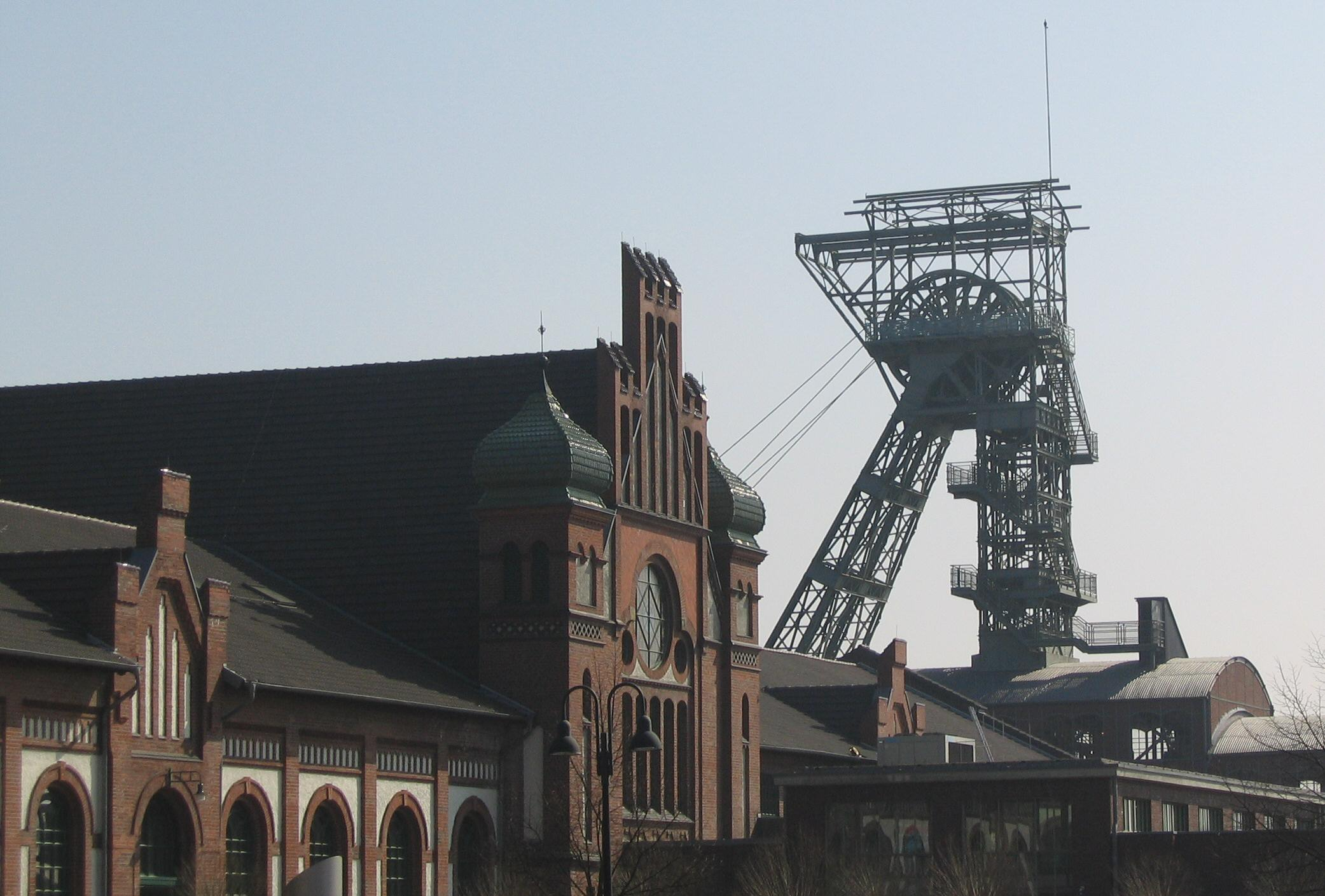
Förderturm Zeche Zollern II/IV

### Museen
- Deutsches Bergbau-Museum Bochum
- Bergarbeiter-Wohnmuseum
- Vestisches Museum
- Heimatmuseum Unser Fritz

sowie diese Standorte des LWL-Industriemuseums:
- LWL-Industriemuseum Zeche Nachtigall in Witten
- Zeche Zollern II/IV in Dortmund
- Zeche Hannover I/II/V in Bochum

### Zechen
- Schacht Oberschuir

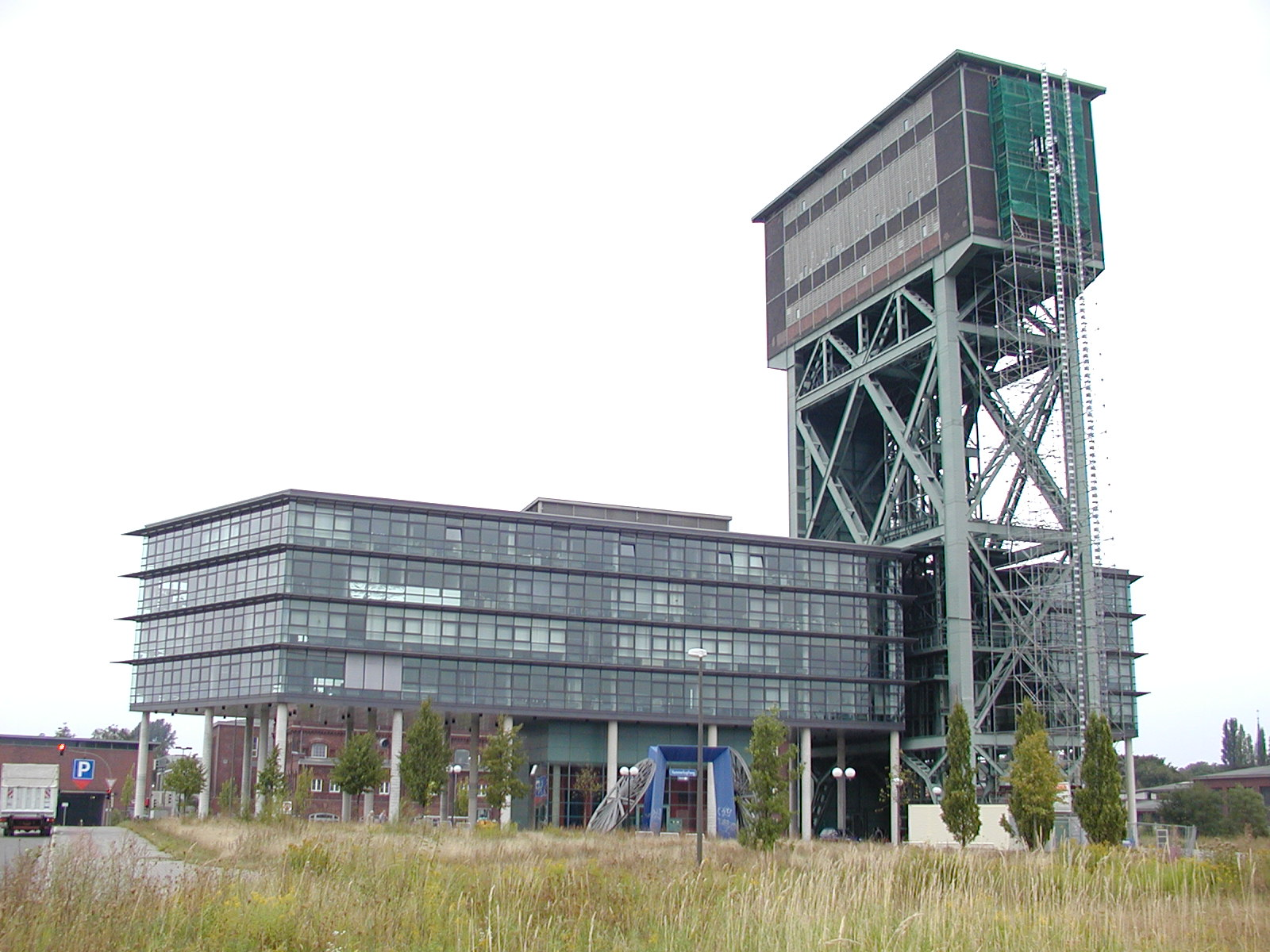
Hammerkopfturm der Zeche Minister Stein

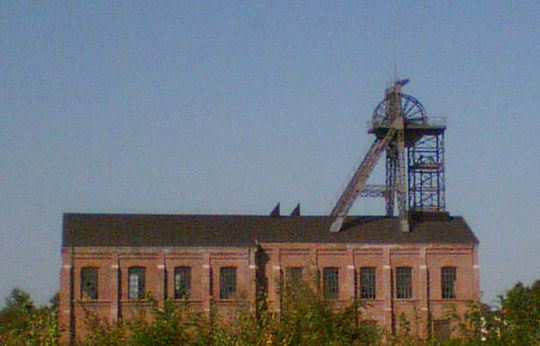
Tomson-Bock Fördergerüst der Zeche Gneisenau

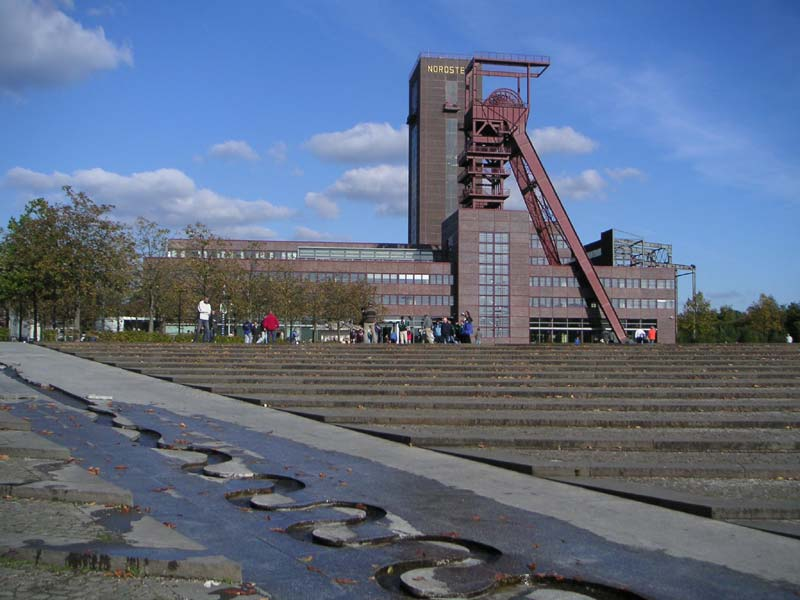
Die Zeche Nordstern heute: Hauptverwaltung der THS

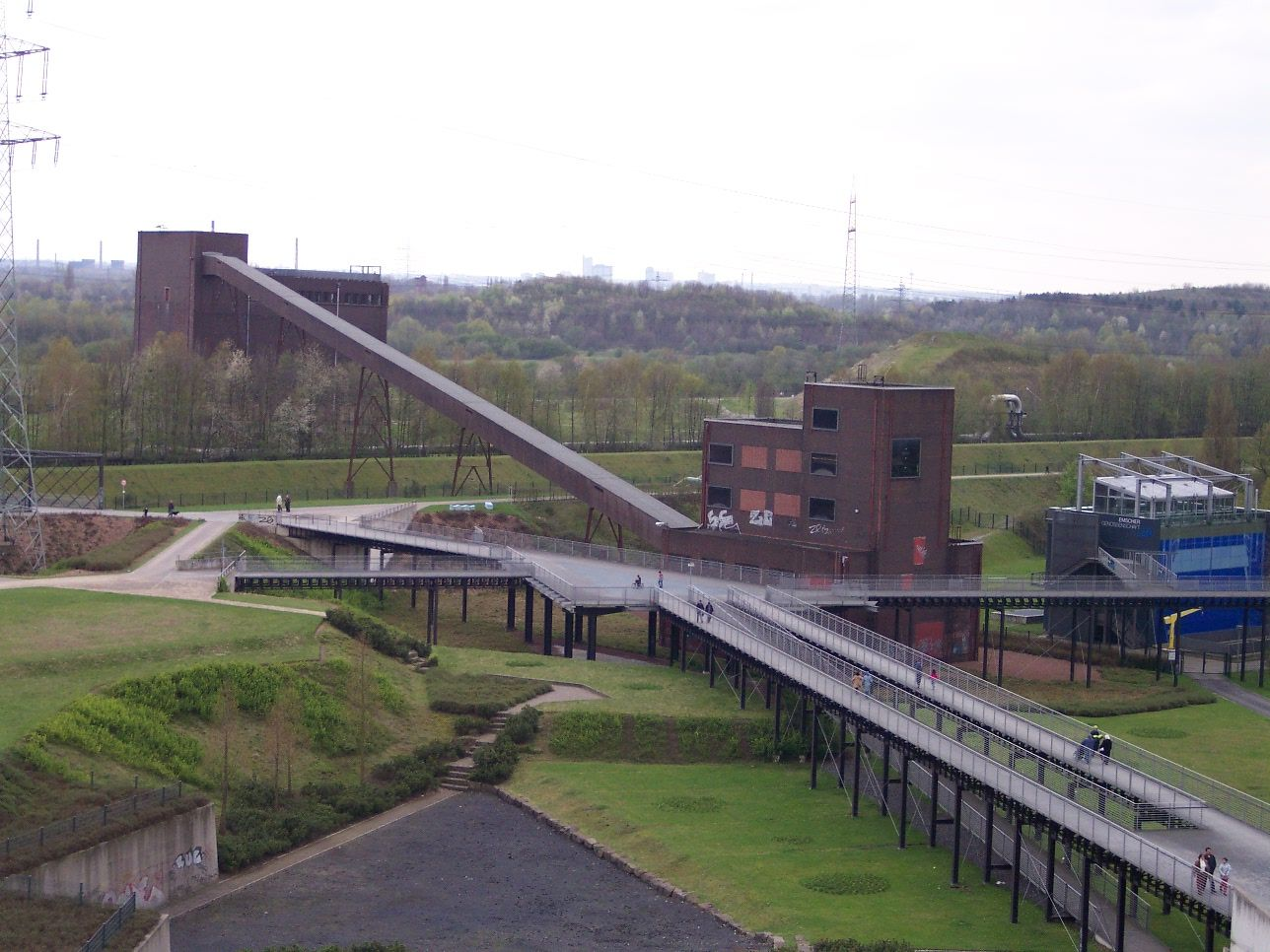
Ein zur Bundesgartenschau '97 umgestalteter Bereich der Zeche Nordstern

- Zeche Julius Philipp – mit der Medizinhistorischen Sammlung
- Zeche Brockhauser Tiefbau
- Zeche Friedlicher Nachbar
- Zeche Alte Haase
- Zeche Robert Müser, Schacht Arnold
- Zeche Lothringen
- Zeche Westhausen
- Zeche Minister Stein / Neue Evinger Mitte
- Zeche Gneisenau
- Zeche Monopol, Schacht Grillo
- Zeche Königsborn 3/4
- Zeche Westfalen (neu 2011)
- Zeche Sachsen – Öko-Zentrum NRW
- Zeche Radbod
- Bergwerk Ost, Schächte Heinrich Robert
- Bergwerk Ost, Schacht Lerche
- Bergwerk Monopol, Schacht Grimberg 1/2
- Zeche Haus Aden
- Zeche Minister Achenbach, Schacht 4 – LÜNTEC-Tower
- Zeche Waltrop
- Zeche Adolf von Hansemann
- Hammerkopfturm Zeche Erin 3
- Zeche Erin 7
- Zeche Ewald Fortsetzung (umbenannt 2011)
- Zeche Recklinghausen II
- Zeche Ewald 1/2/7
- Zeche Schlägel & Eisen 3/4/7
- Zeche Schlägel & Eisen 5/6
- Bergwerk Auguste Viktoria 1/2
- Bergwerk Auguste Victoria 3/7
- Zeche Fürst Leopold
- Zeche Arenberg-Fortsetzung
- Zeche Prosper II
- Zeche Hugo
- Zeche Bergmannsglück (neu ab Anfang 2013)
- Bergwerk Westerholt
- Zeche Consolidation 3/4/9
- Zeche Graf Bismarck 1/4
- Zeche Holland 1/2
- Zeche Holland 3/4/6
- Zeche Unser Fritz 1/4
- Zeche Pluto-Wilhelm
- Zeche Vereinigte Carolinenglück 2/3

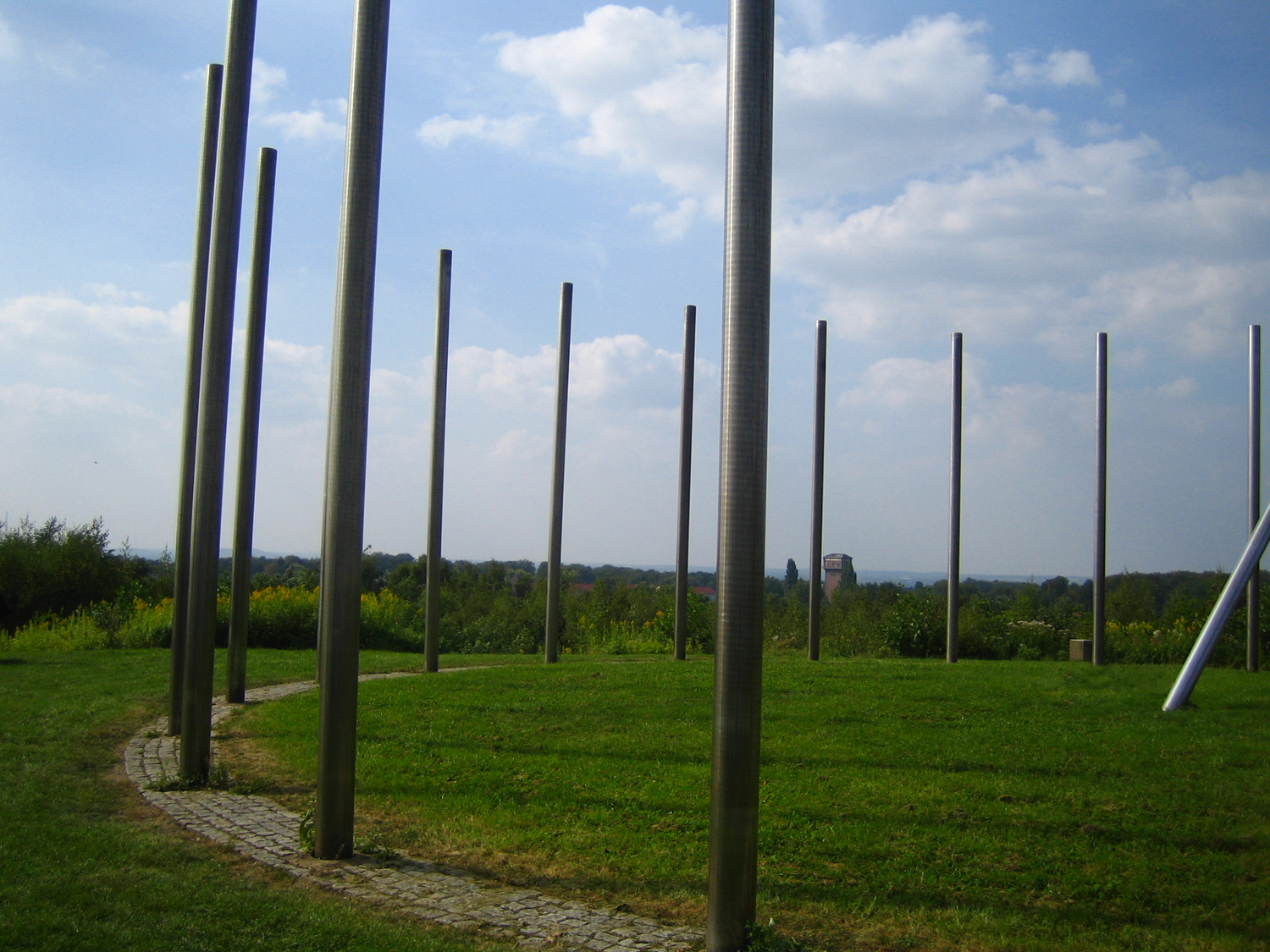
Sonnenuhr auf der Halde Schwerin

- Zeche Teutoburgia mit Kunstwald

### Halden, Parks und Friedhöfe

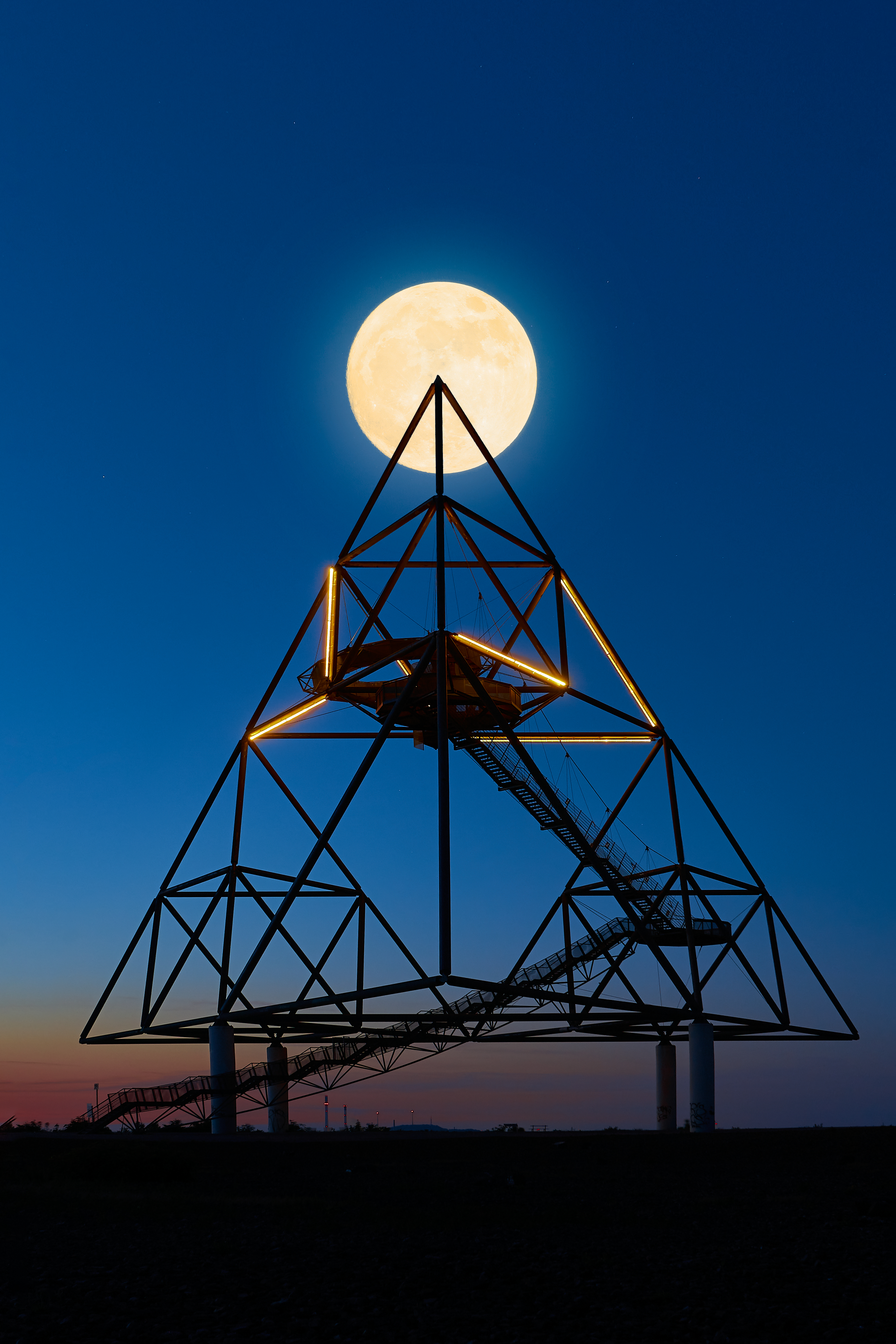
Tetraeder in Bottrop auf der Halde Beckstraße

- Bergbaugedenkstätten auf dem Ostenfriedhof Dortmund
- Maximilianpark
- Gedenkstätte für das Grubenunglück auf der Zeche Radbod
- Kissinger Höhe
- Halde Großes Holz
- Halde Schwerin
- Landschaftspark Hoheward mit den Halden Hoheward/Hoppenbruch
- Halde Haniel
- Tetraeder auf der Halde Beckstraße
- Mottbruchhalde – „Halde im Wandel“

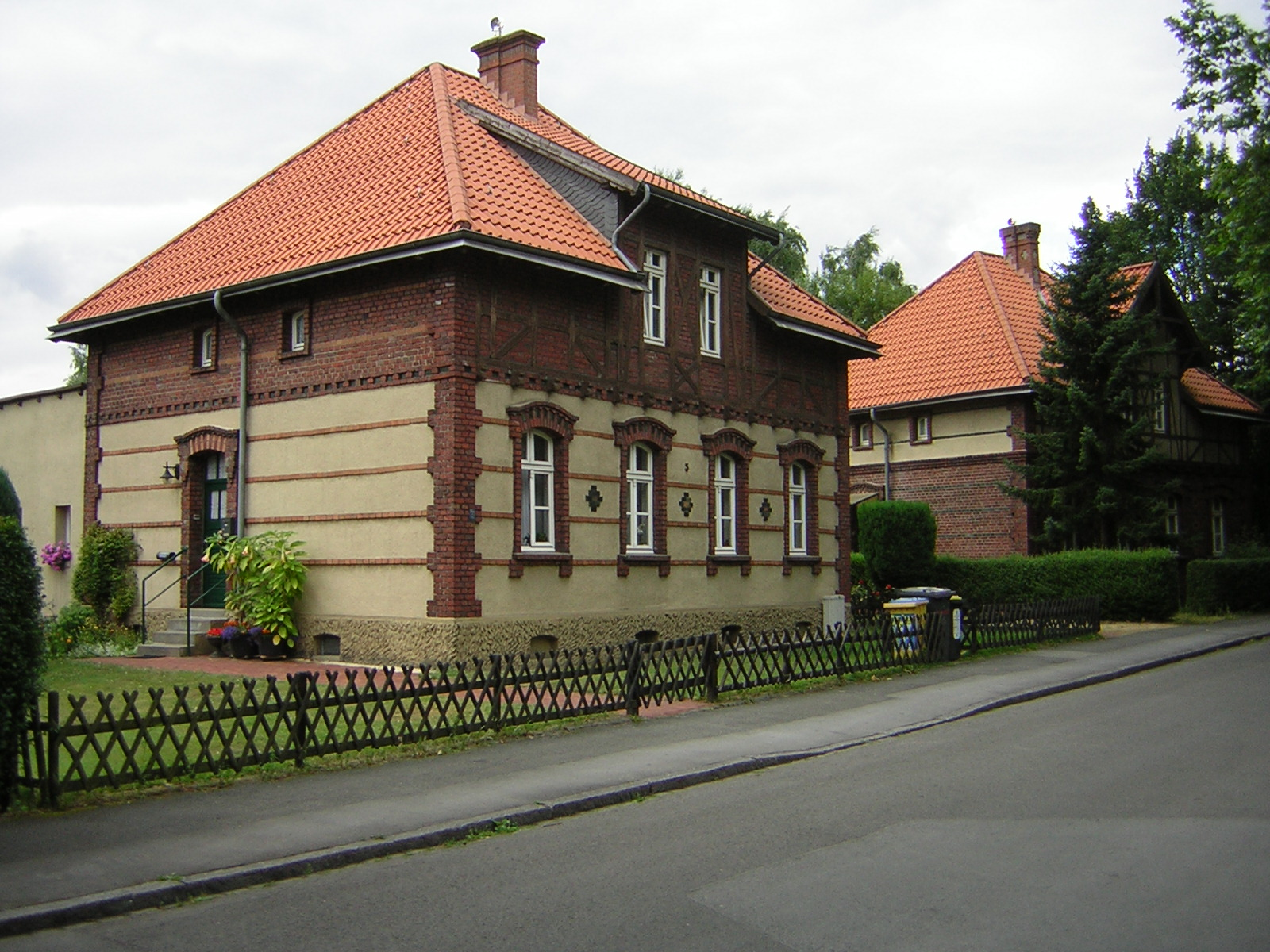
Typisches Haus der Alten Kolonie Eving

- Halde Rungenberg
- Nordsternpark
- Halde Rheinelbe
- Tippelsberg (neu 2011)

### Zechenkolonien
- Kolonie Landwehr
- Alte Kolonie Eving mit Wohlfahrtsgebäude

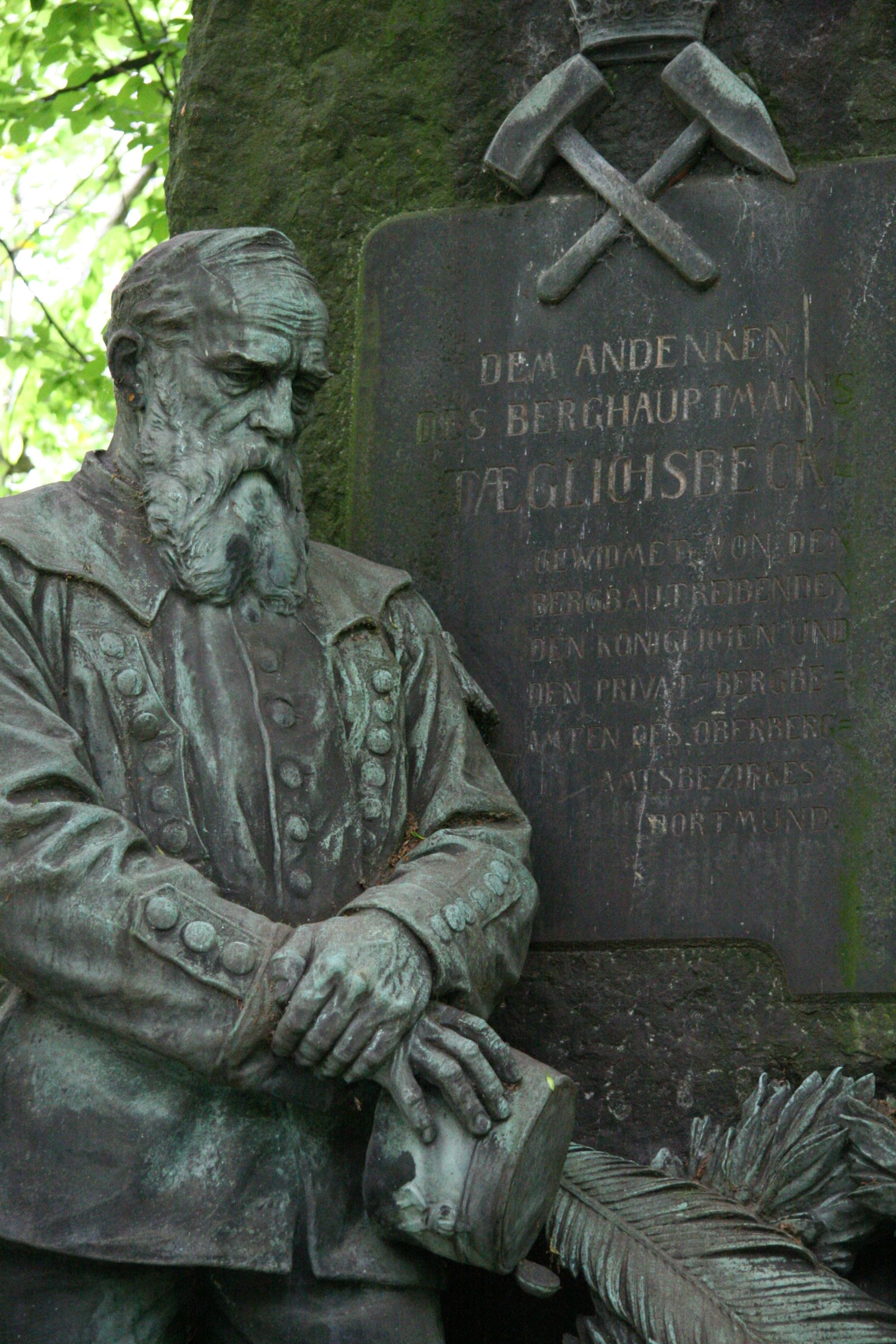
Grabmal auf dem Ostenfriedhof in Dortmund

- Müsersiedlung der Zeche Gneisenau
- Siedlung Ziethenstraße
- Dreieck-Siedlung Hochlarmark
- Siedlung Fürst Leopold
- Gartenstadt Welheim
- Siedlung Schüngelberg
- Siedlung Flöz Dickebank
- Siedlung Dahlhauser Heide
- Siedlung Teutoburgia

### Andere Bergwerkseinrichtungen
- Bergschule Technische Fachhochschule Georg Agricola
- Verwaltungsgebäude der Bundesknappschaft
- Unfallkrankenhaus Berufsgenossenschaftliches Universitätsklinikum Bergmannsheil
- Kokerei Neu-Iserlohn
- Kokerei Hansa Dortmund
- Landesoberbergamt Dortmund
- Verwaltungsgebäude der Zeche Werne
- Maschinenhalle der Zeche Zweckel
- RBH Logistics
- Kokerei Alma
- Kokerei Prosper
- Wissenschaftspark Rheinelbe
- Flottmann-Hallen